# Mosquée Sidi Ramdane
Djamâa Sidi Ramadane (en arabe : جامع سيدي رمضان) ou Djamâa Kasba El Kedima (Mosquée de la vieille citadelle) est une mosquée de la Casbah d'Alger datant de l'époque médiévale, fondée par les zirides entre le Xe siècle et le XIe siècle, ce qui fait d'elle potentiellement la plus vieille mosquée d'Alger. Elle fut édifiée à proximité de l'ancienne casbah (citadelle) d'Alger.
Elle change probablement de nom au XVIe siècle, où le nom de « mosquée de la Kasba » tombe en désuétude pour être remplacée par le nom de Sidi Ramdan, un marabout réputéde la ville.

## Architecture
Albert Delvoux décrit son architecture comme typiquement berbère, avec un lourd minaret carré, des toits en double pente et recouverts de tuiles. Mais selon lui elle ne présente pas de qualité ornementale particulière et semble d'une architecture assez grossière dans l'ensemble. Cette mosquée correspond au cadre pauvre et austère dans lesquelles priaient les premières population de la ville d'Alger.